# Заворскло
Заворскло (укр. Заворскло) — село,
Заворсклянский сельский совет,
Полтавский район,
Полтавская область,
Украина.
Код КОАТУУ — 5324081001. Население по переписи 2001 года составляло 665 человек.
Является административным центром Заворсклянского сельского совета, в который, кроме того, входят сёла
Ватажково,
Головач,
Лукищина,
Миновка и
Портновка.

## Географическое положение
Село Заворскло находится на правом берегу реки Тагамлык, которая через 7 км впадает в реку Ворскла,
выше по течению на расстоянии в 2,5 км расположено село Козельщина (Машевский район),
ниже по течению на расстоянии в 2,5 км и на противоположном берегу — село Писаревка (Новосанжарский район).
Река в этом месте извилистая, образует лиманы, старицы и заболоченные озёра.
К селу примыкает лесной массив (сосна).
Рядом проходит железная дорога, станция Головач в 1,5 км.

## История
- XVIII век — дата основания.